# Židovska općina Tuzla
Židovska općina Tuzla je vjerska organizacija građana Bosne i Hercegovine židovskog podrijetla. Sjedište općine je u Tuzli. 

## Povijest
U vrijeme uspostavljanja austrougarske uprave u Bosni i Hercegovini, u Tuzli je živjelo 17 Židova Sefarda koji su imali svoju općinu i sinagogu. Nakon 1879. godine, kako je zabilježeno, Židovi Aškenazi naseljavaju prostor Tuzle, osnivaju svoju općinu i grade novu sinagogu. Obje skupine Židova imale su zajedničko groblje. U vrijeme Prvog svjetskog rata, aškenaška općina imala je 400 članova, a sefardska 120 članova.
U Tuzli, u periodu od 1885. do 1941. godine rođeno 470 Židova. Porast židovske populacije u Tuzli odrazio se i na polju ekonomskih, gospodarskih, društvenih i kulturnih odnosa. Cjelokupan gospodarsko-ekonomski proces Židova u Tuzli i okolini počeo je otvaranjem prvih modernih solana, fabrikom i rafinerijom špirita i rudnicima uglja. Židovi su, kao i drugim gradovima, otvarali ljekarne, pilane, papirnice i knjižare, te trgovine s mješovitom robom. Također, i zanatlije su dale doprinos razvoju Tuzle, kao što su to uradili i Židovi koji su se bavili hotelijerstvom i radom na polju zdravstvene zaštite.
Tuzla je nekada radi velikog broja židovskih društvenih organizacija prednjačila od ostalih gradova iz unutrašnjosti Bosne i Hercegovine. Postojao je veliki broj židovskih udruga, a neke od tih organizacija bile su: Društvo židovske mladeži za samoobrazovanje i društvenost, Židovsko dobrotvorno društvo, Židovsko gimnastičko društvo, Židovska čitaonica i Nogometni klub Makabi. Osnivanje Židovske banke u Tuzli predstavljalo je veliki doprinos ove zajednice poslovnom svijetu.
Kao i u drugim gradovima, za vrijeme Drugog svjetskog rata, dolazi do sloma i skorog uništenja ove zajednice. Ulaskom Nijemaca u Tuzlu 1941. godine započinje neljudsko postupanje prema Židovima, te se tuzlanski Židovi u Holokaust odvedeni s više od 30 adresa.

### Židovska općina Tuzla
Aškenaška židovska općina Tuzla je osnovana 1885. godine, dok je sefardska postojala nešto dulje. Danas postoji jedna zajednička židovska općina, koja broji 125 članova, što je čini drugom po brojnosti u Bosni i Hercegovini, a na čijem čelu se nalazi predsjednica Marina Rajner.
Na mjestu nekadašnje posljednje stanice tuzlanskih Židova na kojoj su se ukrcali u voz za smrt, danas stoji spomenik ""Suza", koji podsjećaja na to što se dogodilo na tom mjestu u vrijeme holokausta. Današnji posjetnik da su u Tuzli nekada živjeli i da žive i danas Židovi su, spomenik "Suza", jedna ulica koja se zove – Židovska i Židovsko groblje.

## Tuzlanske sinagoge
Sefardska sinagoga u Tuzli je starijeg nastanka od aškenaške. Nalazila se u današnjoj Židovskoj ulici. Preživjela je antižidovske izgrede u Drugom svjetskom ratu. Aškenaška sinagoga u Tuzli je izgrađena 1902. godine i nalazila se na mjestu današnje Narodne kuhinje "Imaret", a nekadašnjeg Ekspres restorana, u ulici Klosterska na broju 12. 

## Vanjske poveznice
- Židovska općina u Doboju, Doboj